# Fundoaia (okręg Bacău)
Fundoaia – wieś w Rumunii, w okręgu Bacău, w gminie Huruiești. W 2011 roku liczyła 465 mieszkańców.